# Saassaari
Saassaari är en ö i Finland. Den ligger i sjön Kallavesi och i kommunen Sankt Michel i den ekonomiska regionen  S:t Michel och landskapet Södra Savolax, i den södra delen av landet, 180 km nordost om huvudstaden Helsingfors. Öns area är 1,3 hektar och dess största längd är 210 meter i sydväst-nordöstlig riktning.